# Koncilijarizam
Koncilijarizam je bio reformistički pokret u Katoličkoj Crkvi tokom 14., 15. i 16. stoljeća koji je poučavao da vrhovnu vlast u Crkvi ima ekumenski sabor (koncil), a ne papa.
Pokret se pojavio kao odgovor na Zapadni raskol između pape u Rimu i protupape u Avignonu. Raskol je potaknuo sazivanje Sabora u Pizi (1409.), koji nije uspio okončati raskol, i Sabora u Konstanzu (1414. – 1418.), koji je uspio i proglasio svoju nadmoć nad Papom. Koncilijarizam je dosegao svoj vrhunac Baselskim saborom (1431. – 1449.), koji se na kraju u potpunosti raspao. Konačni pobjednik u sukobu bila je institucija papinstva, potvrđena osudom koncilijarizma na Petom lateranskom saboru, 1512. – 1517. godine. Posljednja gesta, doktrina o papinoj nepogrešivosti, proglašena je na Prvom vatikanskom saboru 1870. godine.